# Gerrie Althoff
Gerardus Johannes (Gerrie) Althoff (Amsterdam, 13 maart 1936) is een Nederlands voormalig voetballer die uitkwam voor Blauw-Wit en Telstar.  

## Loopbaan

### Beginjaren
Hij werd geboren in volkswijk de Jordaan waar hij ook opgroeide. Hij ging naar de Palmgrachtschool in Amsterdam-centrum. Zijn vader Ger was voetballer bij Schinkelhaven. Gerrie meldde zich op zijn tiende jaar aan als lid van de grotere club Blauw-Wit. 
Hij behoorde tot een goede lichting en zijn jeugdelftal werd vaker kampioen. Althoff debuteerde op 17 april 1955 als linkshalf in het eerste elftal. Later in zijn loopbaan verhuisde hij naar de verdediging. Zijn teamgenoten uit de junioren Herman Koers en Jan Royé maakten midden jaren vijftig ook de overstap naar de hoofdmacht.

### Eredivisie
In zijn eerste volledige seizoen 1956/57 werd hij met Blauw-Wit kampioen in de Eerste divisie B. De Amsterdamse club hield twee jaar stand in de Eredivisie. In het derde seizoen volgde degradatie door het 0-1 verlies in de beslissingswedstrijd tegen Elinkwijk op 26 mei 1960. Met Althoff als aanvoerder keerde Blauw-Wit na een jaar weer terug in de hoogste klasse. Het seizoen 1961/62 was een topjaar want de club eindigde op de derde plaats in de Eredivisie.

### Jong Oranje
Althoff speelde in het Amsterdams jeugdelftal en kwam vier keer uit voor Jong Oranje. In de zomer van 1958 maakte hij met Jong Oranje een trip naar Suriname en Curaçao. Hij kwam ook uit voor het militair elftal en was op 9 en 16 mei 1962 twee keer reserve bij het Nederlands elftal zonder speelminuten te maken.

### Barcelona
Hij was als enige speler van Blauw-Wit opgesteld in het Amsterdams elftal dat op 24 augustus 1960 aantrad tegen topclub FC Barcelona. In het Olympisch stadion won Barcelona met 4-3 voor 35.000 toeschouwers. Althoff moest als verdediger de Braziliaanse spits Evaristo bewaken.

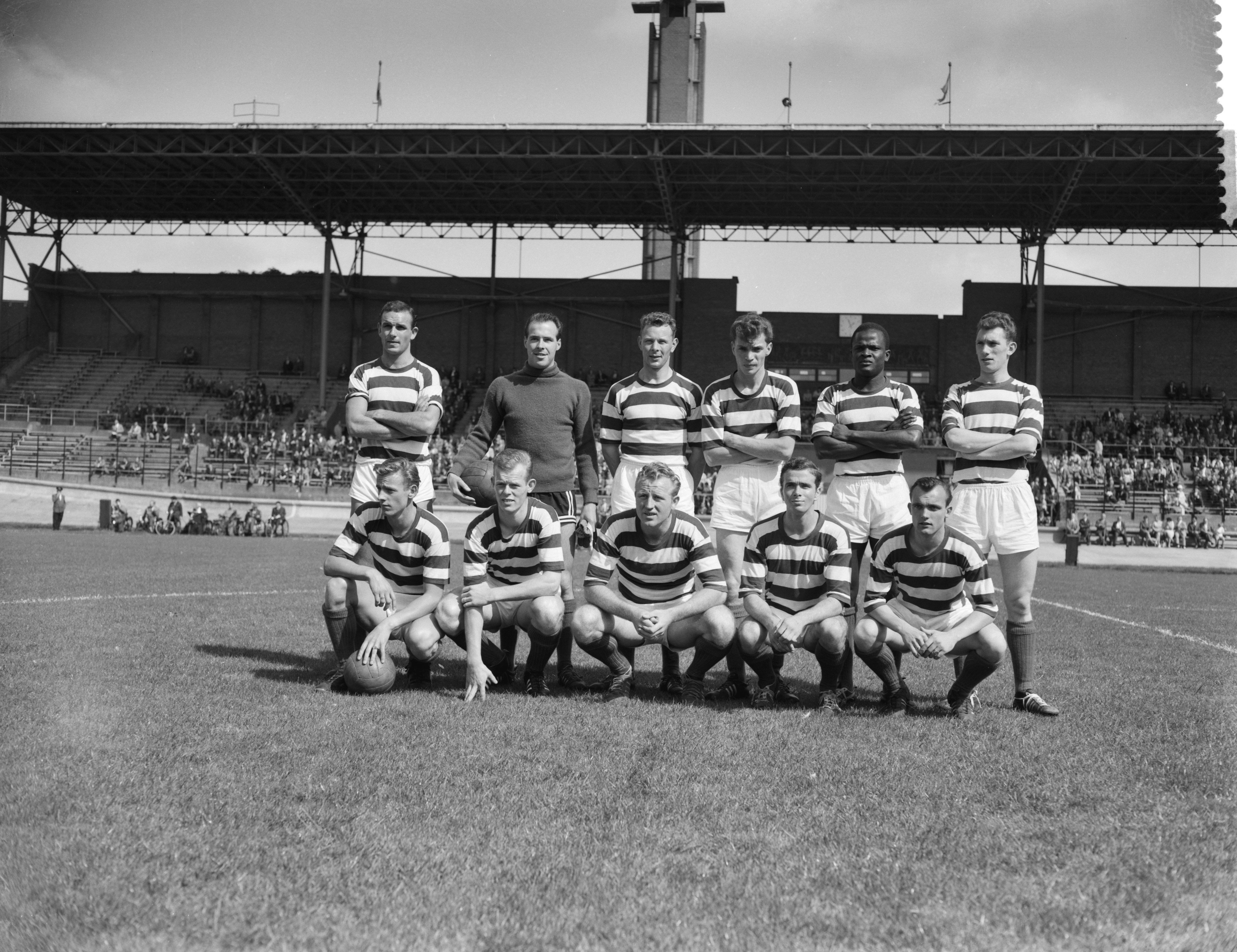
Althoff, staand 1e van rechts, met Blauw-Wit (augustus 1961).

### Telstar
In 1964 verliet hij Blauw-Wit dat was gedegradeerd uit de Eredivisie. Samen met zijn clubgenoten Piet van der Kuil en Rob de Vries vertrok hij naar Telstar dat de omgekeerde weg bewandelde. De in 1963 opgerichte fusieclub, ontstaan door de samenvoeging van VSV en Stormvogels, promoveerde in zijn debuutjaar  naar de Eredivisie. Telstar betaalde 75.000 gulden voor Althoff. Hij speelde vijf seizoenen voor zijn nieuwe club die zich telkens wist te handhaven in de Eredivisie.

### Blessure
Althoff raakte in het seizoen 1968/69 door een enkelblessure uit de roulatie en maakte op het einde van de competitie een kortstondige comeback.
Voor het seizoen 1969/70 stond hij nog op de spelerslijst maar hij voetbalde niet meer en beëindigde op 33-jarige leeftijd zijn loopbaan. Hij bleef voor de club actief. Hij bezocht wedstrijden van de komende tegenstander om trainer Jan Rab van tips te voorzien.

## Clubstatistieken
| Seizoen | Club      | Land      | Competitie       | Competitie | Competitie | Beker | Beker | Internationaal | Internationaal | Overig | Overig | Totaal | Totaal |
| Seizoen | Club      | Land      | Competitie       | Wed.       | Dlp.       | Wed.  | Dlp.  | Wed.           | Dlp.           | Wed.   | Dlp.   | Wed.   | Dlp    |
| ------- | --------- | --------- | ---------------- | ---------- | ---------- | ----- | ----- | -------------- | -------------- | ------ | ------ | ------ | ------ |
| 1954/55 | Blauw-Wit | Nederland | Eerste klasse C  | 5          | 0          | –     | –     | 0              | 0              | 0      | 0      | 5      | 0      |
| 1955/56 | Blauw-Wit | Nederland | Eerste klasse B  | 11         | 0          | –     | –     | 0              | 0              | 0      | 0      | 11     | 0      |
| 1956/57 | Blauw-Wit | Nederland | Eerste divisie B | 28         | 0          | 2     | 0     | 0              | 0              | 0      | 0      | 30     | 0      |
| 1957/58 | Blauw-Wit | Nederland | Eredivisie       | 31         | 1          | –     | 0     | 0              | 0              | 0      | 0      | 31     | 1      |
| 1958/59 | Blauw-Wit | Nederland | Eredivisie       | 31         | 0          | 1     | 0     | 0              | 0              | 0      | 0      | 32     | 0      |
| 1959/60 | Blauw-Wit | Nederland | Eredivisie       | 30         | 1          | –     | 0     | 0              | 0              | 1      | 0      | 31     | 1      |
| 1960/61 | Blauw-Wit | Nederland | Eerste divisie B | 34         | 3          | 2     | 1     | 0              | 0              | 0      | 0      | 36     | 4      |
| 1961/62 | Blauw-Wit | Nederland | Eredivisie       | 34         | 5          | 1     | 0     | 0              | 0              | 0      | 0      | 35     | 5      |
| 1962/63 | Blauw-Wit | Nederland | Eredivisie       | 24         | 0          | 2     | 2     | 0              | 0              | 0      | 0      | 26     | 2      |
| 1963/64 | Blauw-Wit | Nederland | Eredivisie       | 30         | 0          | 1     | 0     | 0              | 0              | 0      | 0      | 31     | 0      |
| 1964/65 | Telstar   | Nederland | Eredivisie       | 26         | 0          | 1     | 0     | 0              | 0              | 0      | 0      | 27     | 0      |
| 1965/66 | Telstar   | Nederland | Eredivisie       | 26         | 1          | 5     | 0     | 0              | 0              | 0      | 0      | 31     | 1      |
| 1966/67 | Telstar   | Nederland | Eredivisie       | 26         | 0          | 1     | 0     | 0              | 0              | 0      | 0      | 27     | 0      |
| 1967/68 | Telstar   | Nederland | Eredivisie       | 32         | 2          | 2     | 0     | 0              | 0              | 0      | 0      | 34     | 2      |
| 1968/69 | Telstar   | Nederland | Eredivisie       | 20         | 0          | 1     | 0     | 0              | 0              | 0      | 0      | 21     | 0      |
| Totaal  | Totaal    | Totaal    | Totaal           | 388        | 13         | 19    | 3     | 0              | 0              | 1      | 0      | 408    | 16     |